# Confraternita di Santa Caterina vergine e martire

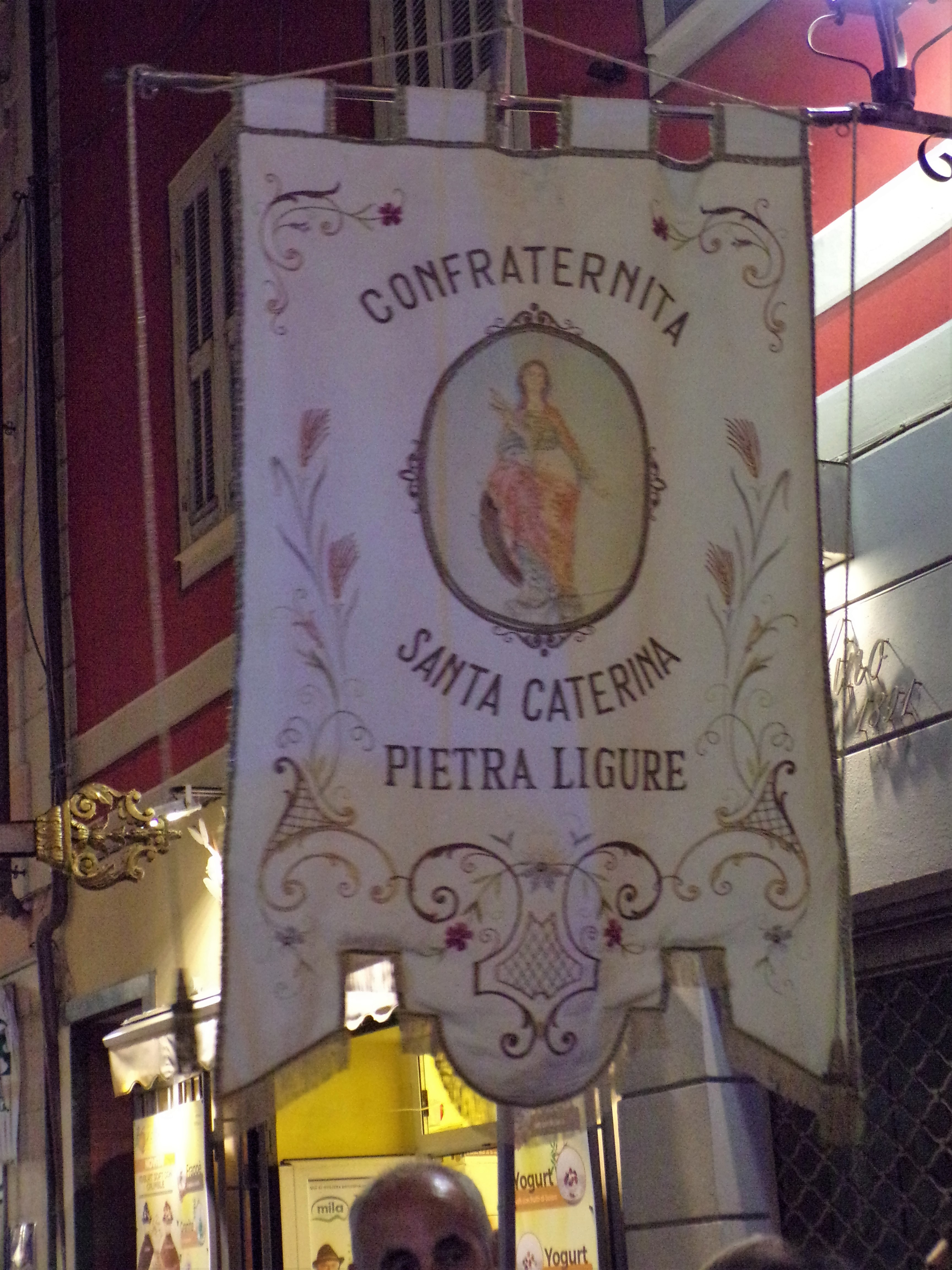
Stendardo della Confraternita di Santa Caterina

La Confraternita di Santa Caterina vergine e martire è una confraternita con sede a Pietra Ligure.

## Storia
A Pietra Ligure, sul finire del XVIII secolo, nella cappella campestre di Santa Caterina al Cimitero (consacrata nell'anno 465 dal vescovo Gaudenzio), da una compagnia della dottrina cristiana istituita nel 1592 dal prevosto Gio Batta Borro, prese vita la confraternita dedicata alla santa alessandrina.
La tenuta dei registri, a noi pervenuti, inizia nel 1808, in tale anno fattasi insufficiente la piccola Cappella dedicata alla martire i confratelli dopo aver chiesto e non ottenuto la chiesa della Santa Annunziata dei domenicani allontanati dalla Repubblica Democratica Ligure (1798) si trasferirono nella cappella di Nostra Signora di Loreto di juspatronato privato, sita "nel fosso", l'odierna piazza del Comune.
La cappella fu officiata fino al dicembre del 1814, quindi la confraternita ottenne come sede il vecchio oratorio dei Disciplinanti sito dietro al Castello (che verrà demolito nel 1940 per il passaggio della via Aurelia).
L'oratorio fu completamente restaurato, in quanto era stato diroccato dalle truppe francesi occupanti nel 1796 ed in seguito era divenuto un teatro.
Fu dotato di orchestra sulla quale fu installato un armonium.
Nel 1817 la Confraternita ottenne da monsignor Dania, vescovo di Albenga, l'erezione canonica e con questa l'aggregazione all'Arciconfraternita di Santa Caterina da Siena in Roma, acquisendo privilegi ed indulgenze.
L'Oratorio si arricchisce di un pregevole crocefisso processionale attribuito ad A. M. Maragliano (conservato nella Basilica di S. Nicolò) acquistato da una disciolta confraternita del genovesato e di una nuova statua della santa scolpita dal genovese Paolo Garaventa nel 1858.
Nel 1940 a causa della nuova circonvallazione a monte della Statale Aurelia, l'Oratorio viene demolito e la confraternita si trasferisce nella Chiesa Parrocchiale.
Nel 1977 un gruppo di ragazzi riforma e rivitalizza la Confraternita che dopo essere stata ospitata in Via Mazzini nell'antica sacrestia della vecchia parrocchiale nel 1979 ottiene come sede definitiva l'Oratorio della Santissima Annunziata.
Nel corso degli anni l'oratorio viene completamente restaurato sia internamente che esternamente.
La divisa dei congregati indossata nelle funzioni e durante le processioni è costituita dalla cappa di colore bianco chiusa ai fianchi dal cordone rosso, dal tabarrino violaceo e dal cappuccio rosso, che viene oggi indossato come un berretto.